# Ваєа
Ваєа (англ. Vaiea) — одне з чотирнадцяти сіл Ніуе.  Станом на 2017 рік його населення становило 115 осіб  Розташоване на півдні острова між селами Авателе та Хакупу орієнтовно на відстані в 15 км їзди від Алофі.
Традиційна назва «Fatiau Tuai» — вода, що виходить з повітря.